# Echague
Echagüe é um município de  primeira classe de renda municipal (d) na província Isabela, nas Filipinas. De acordo com o censo de 1 de maio  de  2020 possui uma população de 88 410 pessoas e 23 536 domicílios.